# ریچارد اینلی
ریچارد اِینلی (انگلیسی: Richard Ainley؛ ‏ ۲۲ دسامبر ۱۹۱۰ – ۱۸ مهٔ ۱۹۶۷) بازیگر سینما، بازیگر تئاتر و بازیگر تلویزیون اهل بریتانیا بود.
او اوایل دهه ۱۹۶۰ در مدت کوتاهی مدیر مدرسه تئاتر بریستول اولد ویک بود.